# فرزین فرازمند
فرزین فرازمند کارشناس فناوری اطلاعات، طراح وب و بنیان‌گذار برند فرازتکنو است. او فعالیت حرفه‌ای خود را با طراحی سایت، توسعه نرم‌افزار و آموزش مهارت‌های کامپیوتری آغاز کرد و با ایجاد برند فرازتکنو در سال ۱۴۰۳، وارد حوزه خدمات و محصولات هوش مصنوعی شد.

## زندگی
فرزین فرازمند سال‌ها در حوزه فناوری اطلاعات فعالیت کرده و تخصص او شامل طراحی وب‌سایت، برنامه‌نویسی موبایل، توسعه رابط کاربری (UI/UX) و آموزش فناوری است. او با انتشار مقالات آموزشی و معرفی ابزارهای دیجیتال، نقش فعالی در ارتقای آگاهی کاربران فارسی‌زبان از فناوری داشته است.

## تخصص‌ها
- طراحی و توسعه وب
- برنامه‌نویسی اندروید
- رابط کاربری و تجربه کاربری (UI/UX)
- تولید محتوای آموزشی
- توسعه سامانه‌های هوش مصنوعی